# Nazionale maschile di beach soccer della Turchia
La nazionale di beach soccer della Turchia rappresenta la Turchia nelle competizioni internazionali di beach soccer.